# São Joaninho (Armamar)
São Joaninho é uma aldeia portuguesa, pertencente à freguesia de Vacalar, concelho de Armamar, distrito de Viseu. Até 1958, foi lugar anexo da freguesia de Armamar, sendo aí transferido para a freguesia do Vacalar, que ainda hoje pertence. O seu diminutivo representa um tratamento carinhoso ao Santo da região, S. João Baptista. A sua padroeira é a Nossa Senhora do Carmo.